# Baréin en los Juegos Paralímpicos de Sídney 2000
Baréin estuvo representado en los Juegos Paralímpicos de Sídney 2000 por tres deportistas masculinos.

## Medallistas
El equipo paralímpico bareiní obtuvo las siguientes medallas:
| Nombre        | Deporte   | Evento              |
| ------------- | --------- | ------------------- |
| Oro           |           |                     |
| —             |           |                     |
| Plata         |           |                     |
| Ayman Al-Hedi | Atletismo | Disco F51 masculino |
| Bronce        |           |                     |
| Ahmed Kamal   | Atletismo | Maza F51 masculino  |